# 长梗喉毛花
长梗喉毛花（学名：Comastoma pedunculatum）为龙胆科喉毛花属下的一个种。

## 扩展阅读
維基物種上的相關：长梗喉毛花